# Bullington (Lincolnshire)
Pour les articles homonymes, voir Bullington.
Bullington est une paroisse civile et un village du Lincolnshire, en Angleterre.